# Coţofenii din Faţă
Coţofenii din Faţă es una comuna ubicada en el distrito de Dolj, Rumania.

## Superficie
Posee una superficie de 24,17 kilómetros cuadrados.

## Demografía
Hasta 2021 la población era de 2121 habitantes, con una densidad de población de 87,75 habitantes por kilómetro cuadrado.